# Malai Malar
Malai Malar is een Tamil-avondkrant in India.
Het is een broadsheet-dagblad en maakt deel uit van de Daily Thanti Group, tevens de uitgever van de krant Daily Thanti. Het werd in 1977 in Coimbatore opgericht door de advocaat S.P. Adithanar, die ook Daily Thanti oprichtte. Malai Malar komt uit in acht edities: in Coimbatore, Chennai, Salem, Erode, Puducherry, Madurai, Tiruchirappalli en Nagercoil. De huidige hoofdredacteur (2012) is Sivandhi Adithanar.